# Gara Rego
Gara Rego a fost o stație feroviară de pe Linia de Centură, care deservea Bairro do Rego din Lisabona, capitala Portugaliei.

## Istoric
Stația era situată pe secțiunea originală a Liniei de Centură, între gările Benfica și Santa Apolónia, secțiune care a fost inaugurată pe 20 mai 1888, de către Companhia Real dos Caminhos de Ferro Portugueses.
La sfârșitul anilor 1920 a fost planificată construcția unui peron de mari dimensiuni în gara Rego.
În timpul procesului de modernizare și electrificare al liniilor de nord, de centură și Sintra, în gara Rego a fost instalat un post de semnalizare de tip electromecanic ce funcționa pe baza sistemului Jeumont. Rețeaua electrificată a fost inaugurată pe 28 aprilie 1957.
În 1968 a fost lansată o licitație pentru construirea unui viaduct pe linia de centură peste străzile 5 de Outubro și Avenida da República, care a fost imediat planificat să fie dublat de la două la patru linii și să includă proiectul de extindere a gării Rego.
În 2008, un studiu condus de Mário Lopes, profesor la catedra de inginerie civilă a Instituto Superior Técnico din Lisabona, propunea realizarea unei viitoare gări centrale în oraș pe amplasamentul fostei gări Rego.